# Josep Moy
Josep Moy va ser un músic que va viure durant el s. XVIII que apareix en diversos pagaments relacionats amb la capella de música de Sant Esteve d’Olot sota el mestratge de Josep Carcoler en els anys 1762 i 1763.